# 蒂莱
蒂莱（法語：Thilay，法語發音：[tilɛ]）是法国阿登省的一个市镇，属于沙勒维尔-梅济耶尔区。

## 地理
蒂莱（49°52'22"N, 4°48'26"E）面积36.04 平方千米，位于法国大東部大區阿登省，该省份为法国北部内陆省份，西接埃纳省，南至马恩省，东临默兹省，北与比利时接壤。
与蒂莱接壤的市镇（或旧市镇、城区）包括：热斯潘萨尔、阿尔尼、欧尔梅、上河村、蒙泰梅、讷夫马尼勒、图尔纳沃。

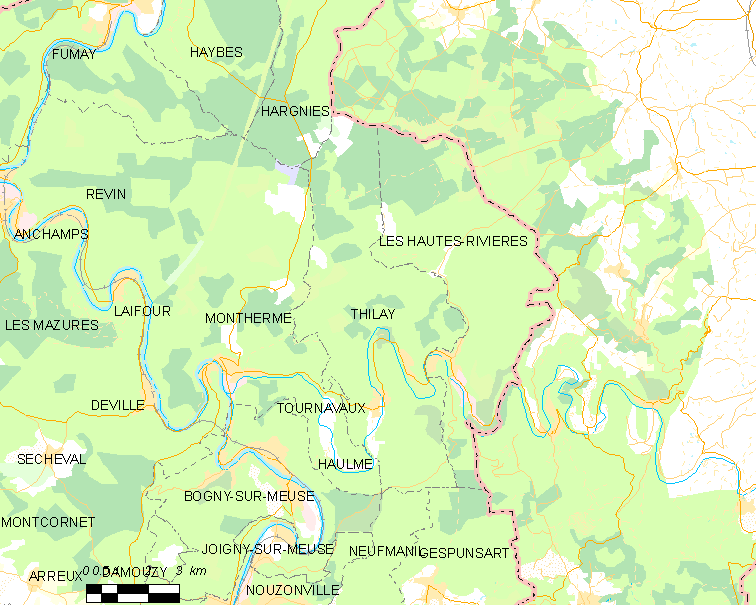
蒂莱的OSM定位图

蒂莱的时区为UTC+01:00、UTC+02:00（夏令时）。

## 行政
蒂莱的邮政编码为08800，INSEE市镇编码为08448。

## 政治
蒂莱所属的省级选区为默兹河畔博尼县。

## 人口

1962-2008年间蒂莱人口变化图示

蒂莱于2022年1月1日时的人口数量为983人。